# Zygia inaequalis
Zygia inaequalis är en ärtväxtart som först beskrevs av Carl Ludwig von Willdenow, och fick sitt nu gällande namn av Henri François Pittier. Zygia inaequalis ingår i släktet Zygia och familjen ärtväxter. Inga underarter finns listade i Catalogue of Life.